# Gabesato
Il gabesato è una molecola che appartiene alla categoria delle serpine, cioè degli inibitori delle proteasi seriniche, che in ambito medico viene utilizzato nella forma di gabesato mesilato, nel trattamento della pancreatite, della coagulazione intravascolare disseminata, e come anticoagulante nell'emodialisi. In Italia il farmaco è venduto dalla società farmaceutica Sanofi Aventis con il nome commerciale di Foy, nella forma farmaceutica di flaconcino per infusione endovenosa. Il farmaco è inoltre prodotto e commercializzato anche da altre società farmaceutiche come medicinale equivalente.

## Farmacodinamica
Il gabesato si è dimostrato molto efficace come inibitore della tripsina, della fosfolipasi, della plasmina, callicreina e trombina; ha inoltre un'azione interferente sul sistema della fibrinolisi, della coagulazione e delle chinine. A ciò si aggiunge anche una potente azione rilassante dello sfintere di Oddi. Per queste sue caratteristiche il gabesato ha un'azione positiva nella risoluzione della sintomatologia associata alla pancreatite acuta in particolare in presenza di una esagerata o incontrollata liberazione di enzimi proteolitici.

## Farmacocinetica
Dopo somministrazione per via endovenosa il gabesato raggiunge il picco di concentrazione plasmatica entro 5-10 minuti e viene rapidamente metabolizzato in due metaboliti inattivi, l'acido guanidinocaproico e il parabenzoato. L'emivita plasmatica è di circa un minuto. Il composto viene quindi eliminato dall'organismo nell'arco di 24 ore principalmente per via urinaria,  mentre solo una minima quota viene eliminata per via biliare.

## Usi clinici
Sulla base di alcuni studi clinici, il gabesato è stato autorizzato per il trattamento della pancreatite acuta. La molecola sembra dare una riduzione di mortalità in pazienti con pancreatite acuta moderata-grave. In Italia il farmaco è anche utilizzato per la prevenzione del danno pancreatico correlato alla esecuzione della colangiopancreatografia endoscopica retrograda (ERCP).

## Dosi terapeutiche
Il trattamento deve essere iniziato ad un dosaggio di 100-300 mg, pari a 1-3 flaconcini al giorno, che vengono somministrati attraverso un'infusione endovenosa lenta.  Successivamente il dosaggio può essere ridotto in relazione alla risposta del paziente al trattamento. È sempre bene diluire il farmaco in almeno 500 ml di soluzione Ringer lattato o glucosata al 5%. La somministrazione del prodotto a dosaggi elevati può causare un danneggiamento della parete vascolare provocando quindi una flebite superficiale.

## Effetti collaterali ed indesiderati
Alcuni degli effetti indesiderati che possono comparire durante il trattamento con gabesato sono: flebite ed ulcere necrotiche nel sito di iniezione, dolore ed arrossamento locale. Il paziente può sviluppare una tendenza alla diminuzione della pressione arteriosa. Possono comparire sintomi gastrointestinali quali nausea e vomito,  che talvolta sono associati ad un aumento delle transaminasi. Molto più raramente possono comparire reazioni anafilattiche, leucopenia, granulocitopenia, trombocitopenia e aumento della tendenza al sanguinamento. In alcuni pazienti si associa una certa quota di danno epatico che può comportare non solo un incremento delle transaminasi, ma anche un aumento della bilirubina totale e quindi la comparsa di ittero.